# Toracotomía
Una toracotomía es un tipo de cirugía para abrir la pared torácica que se puede realizar cuando hay una enfermedad pulmonar o una enfermedad pulmonar obstructiva crónica (EPOC). La misma permite, además de los pulmones, acceder al esófago, la tráquea, la aorta, el corazón y el diafragma. Se puede realizar del lado derecho o izquierdo del pecho, o una toracotomía pequeña en el centro del pecho.